# BENE-League Handball 2019/20
De BENE-League Handball 2019/20 was de zesde editie van de handbalcompetitie tussen de Nederlandse en Belgische herenteams.

## Gevolgen van de coronacrisis in België en Nederland
Door de maatregelen die werden getroffen rondom de coronacrisis in België en de coronacrisis in Nederland kon er geen Final4 georganiseerd worden. Nadat op 20 maart de gezamenlijke Belgische bonden (KBHB, LFH en VHV) al hadden besloten om alle Belgische competities als beëindigd te verklaren, nam op 23 maart het NHV hetzelfde besluit voor de Nederlandse competities. Daarmee werd de BENE-League ook als beëindigd beschouwd.
In tegenstelling tot de andere competities werd besloten om voor de BENE-League wel een kampioen aan te wijzen. De stand van de reguliere competitie werd als definitieve eindstand aangehouden met Achilles Bocholt als kampioen.
Hieronder wordt de situatie getoond zoals deze op 7 maart 2020 bestond, inclusief wat in de planning stond. Voor de duidelijkheid, het ingeplande is definitief afgelast en de standen zijn als de eindstanden bepaald.

## Opzet
- De beste zes ploegen uit zowel de Belgische eerste nationale als de Nederlandse eredivisie spelen een volledige competitie tegen elkaar.
- De vier ploegen die aan het einde van deze competitie bovenaan staan, strijden om de titel van de BENE-League. Dit gebeurt in één weekend. Op de zaterdag de halve finales (nummer 1 van de competitie tegen nummer 4, en nummer 2 tegen nummer 3), en op de zondag de strijd om plaats 3/4 en de finale.
- De 2 Belgische ploegen, die in BENE-League als laagste zijn geëindigd, spelen onderling een best-of-five. De winnaar van deze tweekamp speelt volgend seizoen wederom in de BENE-League en de verliezende ploeg in de reguliere competitie van de Belgische eerste nationale.
- Ook de 2 Nederlandse ploegen, die in BENE-League als laagste zijn geëindigd, spelen onderling een best-of-five. De verliezer van deze tweekamp degradeert naar reguliere competitie van de Nederlandse eredivisie. De winnaar moet daarna in een best-of-three nog strijden tegen de verliezer van de best-of-five tussen de nummers één en twee van de reguliere competitie van de Nederlandse eredivisie. De winnaar van de best-of-three speelt volgend seizoen in de BENE-League, en de verliezer in de reguliere competitie van de eredivisie.

Van de Belgische ploegen degradeert één ploeg. Van de Nederlandse ploegen degradeert er met zekerheid één en, afhankelijk van de nacompetitie in Nederland, mogelijk nog een tweede ploeg.

## Teams
| Club                                        | Stad           | Provincie      | Trainer                                            | Hal                       | Land               |
| ------------------------------------------- | -------------- | -------------- | -------------------------------------------------- | ------------------------- | ------------------ |
| Achilles Bocholt                            | Bocholt        | Limburg        | Bart Lenders                                       | De Damburg                | Vlag van België    |
| HC AtomiX                                   | Haacht         | Vlaams-Brabant | Lars Bertels                                       | Sporthal Den Dijk         | Vlag van België    |
| Hubo Initia Hasselt                         | Hasselt        | Limburg        | Jo Delpire                                         | Alverberg                 | Vlag van België    |
| Sporting Pelt                               | Pelt           | Limburg        | Joël Abati Martin Vlijm ontslagen op november 2019 | Dommelhof                 | Vlag van België    |
| Handbal Tongeren                            | Tongeren       | Limburg        | Vladimir Tomanović                                 | Eburons Dôme              | Vlag van België    |
| HC Visé BM                                  | Wezet          | Luik           | Korneel Douven                                     | Hall Omnisports de Visé   | Vlag van België    |
| Green Park/Aalsmeer                         | Aalsmeer       | Noord-Holland  | Bert Bouwer                                        | De Bloemhof               | Vlag van Nederland |
| Herpertz/Bevo HC                            | Panningen      | Limburg        | Jo Smeets                                          | De Heuf                   | Vlag van Nederland |
| The Dome/Houten                             | Houten         | Utrecht        | Rick Louw                                          | The Dome                  | Vlag van Nederland |
| JD Techniek/Hurry-Up                        | Zwartemeer     | Drenthe        | Joop Fiege                                         | Succes Holidayparcs Arena | Vlag van Nederland |
| KEMBIT-LIONS (Vóór januari 2020; OCI-LIONS) | Sittard-Geleen | Limburg        | Christoph Jauernik                                 | Stadssporthal             | Vlag van Nederland |
| KRAS/Volendam                               | Volendam       | Noord-Holland  | Hans van Dijk                                      | Opperdam                  | Vlag van Nederland |

## Reguliere competitie

### Stand
| Pos | Team                 | Wed | W  | G | V  | Ptn | DV  | DT  | +/−  | Opmerking                                                                |
| --- | -------------------- | --- | -- | - | -- | --- | --- | --- | ---- | ------------------------------------------------------------------------ |
| 1   | Achilles Bocholt     | 22  | 20 | 1 | 1  | 41  | 737 | 569 | +168 | Geplaatst voor de Final4                                                 |
| 2   | KEMBIT-LIONS         | 22  | 15 | 2 | 5  | 32  | 690 | 604 | +86  | Geplaatst voor de Final4                                                 |
| 3   | Herpertz/Bevo HC     | 22  | 15 | 2 | 5  | 32  | 659 | 605 | +54  | Geplaatst voor de Final4                                                 |
| 4   | HC Visé BM           | 22  | 12 | 5 | 5  | 29  | 674 | 611 | +63  | Geplaatst voor de Final4                                                 |
| 5   | Sporting Pelt        | 22  | 14 | 1 | 7  | 29  | 673 | 624 | +49  |                                                                          |
| 6   | Handbal Tongeren     | 22  | 9  | 2 | 11 | 20  | 648 | 668 | −20  |                                                                          |
| 7   | JD Techniek/Hurry-Up | 22  | 9  | 2 | 11 | 20  | 613 | 639 | −26  |                                                                          |
| 8   | Green Park/Aalsmeer  | 22  | 9  | 1 | 12 | 19  | 639 | 646 | −7   |                                                                          |
| 9   | Hubo Initia Hasselt  | 22  | 7  | 2 | 13 | 16  | 600 | 632 | −32  | Belgische nacompetitie best-of-five voor behoud BENE-League competitie   |
| 10  | KRAS/Volendam        | 22  | 7  | 0 | 15 | 14  | 610 | 638 | −28  | Nederlandse nacompetitie best-of-five voor behoud BENE-League competitie |
| 11  | The Dome/Houten      | 22  | 3  | 0 | 19 | 6   | 583 | 735 | −152 | Nederlandse nacompetitie best-of-five voor behoud BENE-League competitie |
| 12  | HC AtomiX            | 22  | 3  | 0 | 19 | 6   | 573 | 728 | −155 | Belgische nacompetitie best-of-five voor behoud BENE-League competitie   |

### Uitslagen
| Thuis \ Uit          | AAL   | ATO   | BEV   | BOC   | HAS   | HOU   | HUR   | LIO   | PEL   | TON   | VIS   | VOL   |
| -------------------- | ----- | ----- | ----- | ----- | ----- | ----- | ----- | ----- | ----- | ----- | ----- | ----- |
| Green Park/Aalsmeer  |       | 27–20 | 25–30 | 23–30 | 24–34 | 24–28 | 33–29 | 26–30 | 34–29 | 34–22 | 29–29 | 34–29 |
| HC AtomiX            | 26–32 |       | 26–27 | 24–37 | 30–24 | 30–23 | 26–27 | 17–40 | 26–38 | 23–33 | 25–33 | 30–39 |
| Herpertz/Bevo HC     | 33–28 | 41–27 |       | 30–30 | 32–27 | 37–21 | 32–26 | 26–35 | 28–29 | 30–29 | 28–31 | 28–26 |
| Achilles Bocholt     | 37–32 | 42–25 | 19–22 |       | 30–21 | 37–21 | 37–32 | 30–22 | 36–26 | 33–27 | 40–32 | 27–26 |
| Hubo Initia Hasselt  | 26–23 | 37–30 | 27–29 | 30–37 |       | 30–28 | 26–25 | 30–31 | 25–25 | 25–27 | 24–27 | 34–29 |
| The Dome/Houten      | 26–37 | 25–30 | 27–28 | 23–36 | 28–31 |       | 26–38 | 25–33 | 38–37 | 31–36 | 27–34 | 32–27 |
| JD Techniek/Hurry-Up | 32–35 | 24–23 | 27–33 | 25–38 | 27–27 | 37–29 |       | 30–29 | 30–23 | 30–31 | 29–29 | 27–24 |
| KEMBIT-LIONS         | 36–29 | 37–27 | 29–29 | 26–35 | 27–25 | 36–22 | 33–19 |       | 30–27 | 32–26 | 34–34 | 28–27 |
| Sporting Pelt        | 31–29 | 36–22 | 31–29 | 24–25 | 34–30 | 37–30 | 27–19 | 28–30 |       | 35–29 | 24–20 | 31–27 |
| Handbal Tongeren     | 29–28 | 38–24 | 26–29 | 25–36 | 31–22 | 32–28 | 31–29 | 28–35 | 35–42 |       | 35–35 | 27–28 |
| HC Visé BM           | 32–20 | 31–30 | 31–29 | 25–29 | 29–20 | 40–21 | 27–29 | 33–27 | 31–36 | 28–28 |       | 35–22 |
| KRAS/Volendam        | 28–33 | 37–32 | 28–29 | 28–36 | 29–25 | 28–24 | 20–22 | 31–30 | 21–23 | 31–23 | 25–28 |       |

## Final4
Het Final4 weekend stond gepland voor het weekend van 14-15 maart 2020. Echter, vanwege de coronacrisis in België en de coronacrisis in Nederland, werd besloten om de Final4 af te gelasten en te bekijken of er op een later moment alsnog invulling aan kon worden gegeven. Op 25 maart 2020 werd besloten om de Final4 niet te spelen en de eindstand van de reguliere competitie als definitieve eindstand aan te houden.
>> Volledig afgelast, het getoonde is de oorspronkelijke planning. <<

### Schema
|  | Halve finale     | Halve finale |  |  | Finale | Finale |
|  |                  |              |  |  |        |        |
|  | 14 maart 2020    |              |  |  |        |        |
|  |                  |              |  |  |        |        |
|  | Achilles Bocholt |              |  |  |        |        |
|  | 15 maart 2020    |              |  |  |        |        |
|  | HC Visé BM       |              |  |  |        |        |
|  | BOC/VIS          |              |  |  |        |        |
|  | 14 maart 2020    |              |  |  |        |        |
|  |                  | LIO/BEV      |  |  |        |        |
|  | KEMBIT-LIONS     |              |  |  |        |        |
|  |                  |              |  |  |        |        |
|  | Herpertz/Bevo HC |              |  |  |        |        |
|  |                  |              |  |  |        |        |

### Halve finales
| 14 maart 2020 15:00 uur | Achilles Bocholt | – | HC Visé BM | Maaspoort, 's-Hertogenbosch |
| 14 maart 2020 15:00 uur |                  |   |            | Maaspoort, 's-Hertogenbosch |
| 14 maart 2020 15:00 uur |                  |   |            | Maaspoort, 's-Hertogenbosch |

| 14 maart 2020 17:30 uur | KEMBIT-LIONS | – | Herpertz/Bevo HC | Maaspoort, 's-Hertogenbosch |
| 14 maart 2020 17:30 uur |              |   |                  | Maaspoort, 's-Hertogenbosch |
| 14 maart 2020 17:30 uur |              |   |                  | Maaspoort, 's-Hertogenbosch |

### Finale
| 15 maart 2020 16:00 uur | BOC/VIS | – | LIO/BEV | Maaspoort, 's-Hertogenbosch |
| 15 maart 2020 16:00 uur |         |   |         | Maaspoort, 's-Hertogenbosch |
| 15 maart 2020 16:00 uur |         |   |         | Maaspoort, 's-Hertogenbosch |

|                            |
| Vlag van België            |
| Achilles Bocholt 5de titel |

## Topscorers
Eindstand per 7 maart 2020
| Nr. | Naam           | Nati.              | Goals | Club             |
| --- | -------------- | ------------------ | ----- | ---------------- |
| 1   | Tommie Falke   | Vlag van Nederland | 150   | Sporting Pelt    |
| 2   | Ephrahim Jerry | Vlag van Nederland | 147   | Sporting Pelt    |
| 3   | Serge Spooren  | Vlag van België    | 140   | Achilles Bocholt |
| 4   | Jasper Adams   | Vlag van Nederland | 134   | KEMBIT-LIONS     |
| 5   | Bart Köhlen    | Vlag van Nederland | 125   | Sporting Pelt    |

### Onderscheidingen

#### All-Star Team
Ook in het seizoen 2019/20 werd er een All-star team samengesteld van de beste spelers in dat seizoen.
| Positie        | Naam          | Nati.              | Club             |
| -------------- | ------------- | ------------------ | ---------------- |
| Doelman        | Clem Leroy    | Vlag van België    | Achilles Bocholt |
| Rechterhoek    | Bart Köhlen   | Vlag van Nederland | Sporting Pelt    |
| Rechter opbouw | Serge Spooren | Vlag van België    | Achilles Bocholt |
| Cirkel         | Yves Vancosen | Vlag van België    | HC Visé BM       |
| Midden opbouw  | Dario Polman  | Vlag van Nederland | Herpertz/Bevo HC |
| Linker opbouw  | João Ramos    | Vlag van Portugal  | KEMBIT-LIONS     |
| Linkerhoek     | Tommie Falke  | Vlag van Nederland | Sporting Pelt    |

#### Overige onderscheidingen
| Clem Leroy Tommie Falke Yves Vancosen Bart Köhlen João Ramos Dario Polman Serge Spooren |
| All Star Team                                                                           |